# Mountain Lake Park (Maryland)

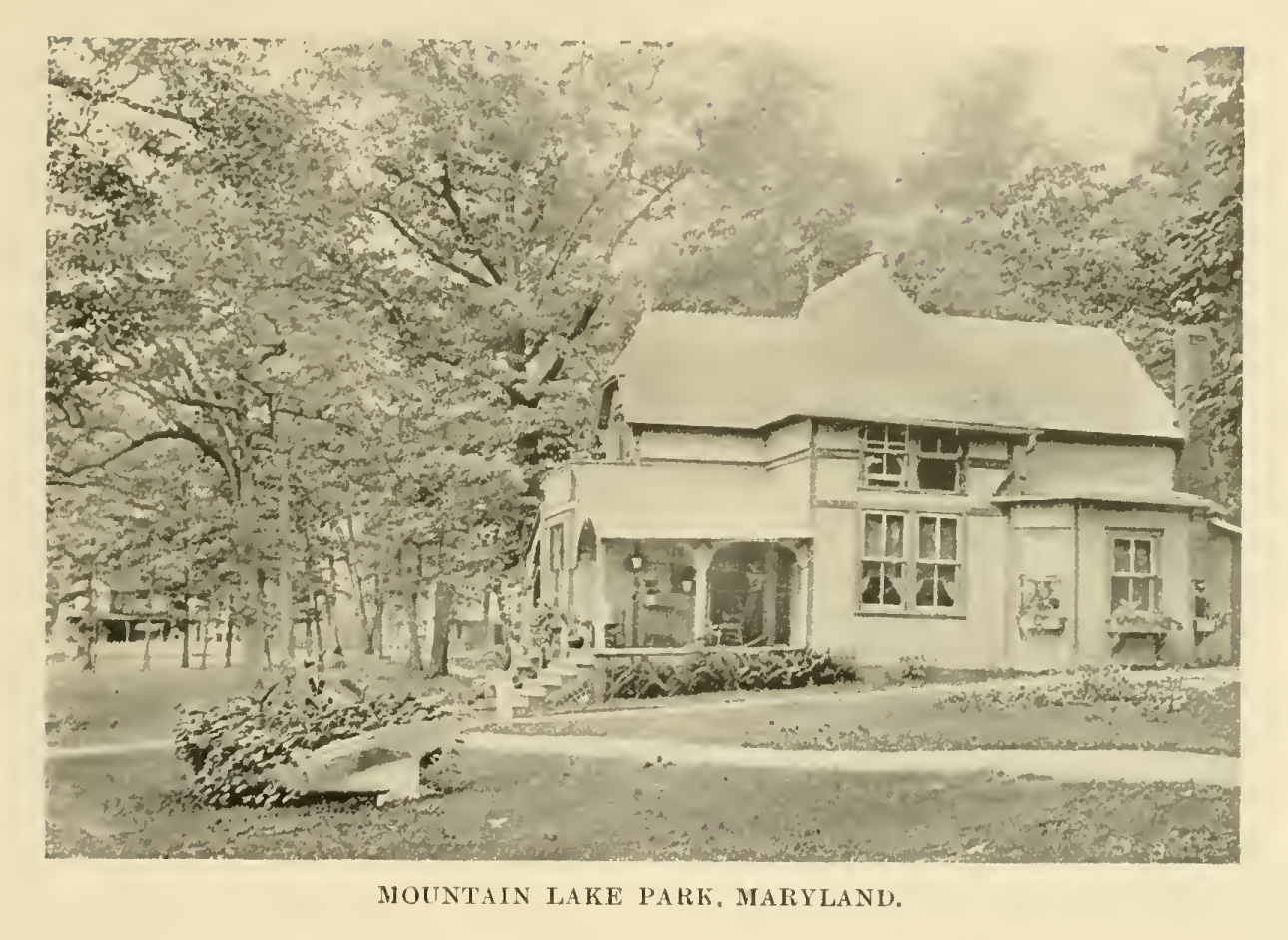
Mountain Lake Park, Maryland, vers 1909

Pour les articles homonymes, voir Mountain Lake Park.
La ville de Mountain Lake Park est située dans le comté de Garrett, dans l’État du Maryland, aux États-Unis. Sa population s’élevait à 2 092 habitants lors du recensement de 2010, estimée à 2 080 habitants en 2017.

## Source
- (en) Cet article est partiellement ou en totalité issu de l’article de Wikipédia en anglais intitulé « Mountain Lake Park, Maryland » (voir la liste des auteurs).